# Knüllwald
Knüllwald település Németországban, Hessen tartományban. Lakosainak száma 4509 fő (2023. december 31.).

## Népesség
A település népességének változása:
| Lakosok száma | 5910 | 5790 | 5591 | 5262 | 5060 | 4417 | 4332 | 4364 | 4447 | 4509 |
|               | 1995 | 2000 | 2005 | 2010 | 2014 | 2017 | 2019 | 2021 | 2022 | 2023 |

## Testvértelepülések
- Dömsöd (Magyarország, Pest megye)